# Jordaniens herrlandslag i fotboll
Jordaniens herrlandslag i fotboll, med Amman International Stadium som nationalarena, representerar Jordanien i fotboll på herrsidan.

## Historik
Jordaniens fotbollsförbund bildades 1949, och blev 1958 medlem av Fifa samt 1974 medlem av AFC.
Lagets första landskamp förlorades med 1–3 mot Syrien den 1 augusti 1953 vid panarabiska spelen i Egypten.
År 1984 noterades Jordanien för sin största förlust någonsin, då man föll med 0–6 mot Kina. Största segern togs 2011 då man utklassade Nepal med 9-0.

## VM-kval
- 1930 till 1982 - deltog inte.
- 1986 till 2022 - ej kvalificerade.

Jordaniens första VM-kval var 1986. I första omgången hamnade man i grupp 2 med Irak, Qatar och Libanon, men Libanon drog sig ur. Efter 1-0 hemma mot Qatar förlorade man de resterande matcherna och kom sist i gruppen.
1990 års kval blev lite bättre. Man lottades i grupp 1 med Qatar och Irak igen. Den andra motståndaren var Oman. Man slog Oman hemma och borta och fick 1-1 mot Qatar hemma. De andra matcherna förlorade man och man kom trea i gruppen före Oman.
1994 års kval hamnade man i en stor grupp med Irak, Kina, Jemen och Pakistan. Matcherna spelades i Jordanien och Kina. Jordanien slog Pakistan hemma och borta. Mot Jemen och Irak blev det oavgjort hemma. Man fick också oavgjort mot Jemen borta. Man förlorade resten av matcherna och kom näst sist igen.
1998 års kval hamnade man i grupp 3 med Arabemiraten och Bahrain. Man slog Bahrain hemma och fick förlust borta. Mot Arabemiraten blev det oavgjort hemma och förlust borta. En andraplats blev det men inget avancemang. Det var bara ettan som gick vidare.
2002 års kval hamnade man med Uzbekistan, Turkmenistan och Taiwan. Jordanien hade begränsade framgångar och slutade till sist trea. Två förluster mot Turkmenistan kostade, och därför var inte två oavgjorda mot Uzbekistan och två vinster mot Taiwan tillräckligt.
2006 års kval gick bättre, och här lyckades man bland annat slå Iran borta med 1-0. Jordanien slutade till sist tvåa i den gruppen men en andraplats räckte inte till att ta sig till nästa runda.
2010 års kval slog man ut Kirgizistan efter 2-2 totalt, man vann till slut på straffar. I gruppspelet slutade Jordanien återigen trea med endast två vinster mot Turkmenistan. 2014 år kval gick däremot bra för Jordanien, trots en knackig start. I förkvalet slog man ut Nepal med 10-1 totalt. I gruppspelet var man nederlagstippad efter att ha lottats mot bland annat grannen Irak och Kina. Jordanien vann sina fyra första matcher så därför var de två sista förlusterna ingen stor påverkan, man slutade tvåa bakom Irak och tog sig vidare till sista omgången. Denna omgång spelas mot Japan, Irak, Australien och Oman. Jordanien har börjat varierat efter 4 poäng, men just nu ligger man tvåa bakom Japan som leder gruppen överlägset. Till slut förlorade man dock playoffspelet mot Uruguay.

## Asiatiska mästerskap
Jordanien överraskade stort under asiatiska mästerskapet 2004. Under gruppspelet slog man bland annat Kuwait med 2-0. I kvartsfinalen förlorade man på straffar mot de blivande mästarna Japan. Laget var tillbaka i mästerskapet 2011. Efter 1-1 mot Japan slogs Saudiarabien (1-0) och Syrien (2-1). I kvartsfinalen fick man ge sig mot Uzbekistan som vann med 2-1.
Jordanien gick till final i 2023 års mästerskap vilket slutade i en förlust med 1-3 mot värdnationen Qatar.